# Erneuerung
Das Wort Erneuerung wird synonym für eine Vielzahl von Sachverhalten verwendet. Je nachdem, worauf es sich bezieht, hat es unterschiedliche Bedeutungen.

## Erneuerung als Veränderung
In dieser Bedeutung wird „Erneuerung“ auf Objekte angewendet. Dabei wird das Vorhandensein eines Bezugssystems vorausgesetzt. Dieses muss nicht ausdrücklich benannt sein, es genügt wenn es implizit (aus dem Sinnzusammenhang) erkennbar ist. Ohne Bezugssystem kann das Auftreten bzw. sonstige Verhalten von Objekten nicht als „Erneuerung“ bezeichnet werden.
Die elementare Aussage ist der Austausch oder das Auswechseln von Objekten innerhalb des Bezugssystems gegen neue, und zwar ungeachtet der möglichen Bedeutungen des Wortes „neu“. Das Bezugssystem kann dabei durchaus nur vage definiert oder abstrakt sein. Beispielsweise bedeutet Erneuerung eines Bleistifts, dass derselbe nicht mehr benutzt und an seiner Stelle ein neuer in Gebrauch genommen wird. Dagegen wäre das Erscheinen eines neuen Bleistifts ohne das Moment des Auswechselns, also ohne den Bezug, nicht als Erneuerung zu bezeichnen.
Allerdings wirkt die Anwendung des Wortes „Erneuerung“ auf solche einzelnen, simplen Objekte meist gekünstelt. Geläufiger ist der Begriff, wenn mehrere Objekte betrachtet werden, die untereinander in einem systematischen oder funktionalen Zusammenhang stehen und dadurch Teile eines Ganzen sind, welches die Rolle des Bezugssystems übernimmt (z. B. Erneuerung eines Autoreifens). Der Akt des Austausches betrifft dann immer die Teile. Die möglichen Bedeutungen des Wortes „neu“ können zu Differenzierungen in der Aussage führen: 
Erneuerung der Heizungsanlage kann z. B. bedeuten, dass die gesamte Anlage ausgetauscht wird (Bezugssystem ist das Gebäude), oder dass nur einzelne Teile ausgewechselt („erneuert“) werden (Bezugssystem ist die Anlage selbst). Sind die neuen Teile nur neuwertig, in den sonstigen Eigenschaften aber unverändert, dann handelt es sich um eine Instandhaltung oder Instandsetzung. Der Einsatz neuartiger Teile ist dagegen ein Merkmal einer Modernisierung.
Auch andere spezielle, typische oder häufig vorkommende Erneuerungen haben eigene Bezeichnungen. Von Sanierung spricht man allgemein, wenn der Zustand vor der Erneuerung bereits als erheblicher Missstand empfunden wurde. Renovierung (von lateinisch renovare „erneuern“) umfasst Erneuerungen an und in Gebäuden. Stadterneuerung und Dorferneuerung beschäftigen sich speziell mit Strukturen dieser Siedlungsräume bzw. mit Objekten in ihnen.

## Erneuerung als Wiederholung
Diese Bedeutung bezieht sich auf Zustände oder Vorgänge. Sie leitet sich ab von dem Wort „erneut“, das die Bedeutung von „wieder“ oder „zum wiederholten Male“ hat, ursprünglich aber ein Partizip II des Verbs „erneuen“ ist, dessen Substantivierung „Erneuung“ lautet. Während „Erneuerung“ und „erneuern“ bis in die Gegenwart aktiv benutzt werden, sind „Erneuung“ und „erneuen“ außer Gebrauch gekommen. Einige literarische Belegstellen stammen aus dem 19. Jahrhundert, z. B.:
… doch ist es ein ewiger Wechsel nur, und ewig erneut sich die Natur … (aus dem Gedicht „Im Herbst“ von H.H. v. Fallersleben)
Als Partizip stünde „erneut“ also heute isoliert und wird deshalb praktisch nur noch attributiv oder adverbial verwendet. Beispiel: Schon nach wenigen Tagen wurde das Bauteil erneut erneuert. Die ohnehin nicht korrekte Substantivierung von „erneut“ zu „Erneuerung“ wirkt im Gebrauch allgemein gestelzt („bürokratisch“), besonders in Verbindung mit Vorgängen. Man weicht dann oft auf die attributive Form oder auf das Objekt aus, formuliert also beispielsweise statt Erneuerung der Einreichung eines Antrags eher erneute Einreichung oder Erneuerung eines Antrags (was ebenfalls nur bedeutet, dass der Vorgang wiederholt, nicht aber der Antrag selbst verändert werden soll).
In den Zusammenhang mit Zuständen fügt sich der Begriff zwar scheinbar besser, kann jedoch leicht zu Paradoxa führen. Die Erneuerung einer Herrschaftsform (Restauration) bedeutet beispielsweise gewöhnlich das Gegenteil einer Veränderung zum Neuen.

## Erneuerung als geistige Bewegung
Diese Verwendung des Wortes „Erneuerung“ bezieht sich auf ideelle Sachverhalte und ist in gesellschaftlichen (z. B. politischen) und religiösen Zusammenhängen verbreitet. Eine Bedeutung, die über die oben genannten hinausginge, tritt dabei jedoch nicht auf. Gemeint sein kann eine Veränderung durch Auswechseln von Grundsätzen bzw. Werten, Verhaltensweisen, Protagonisten oder Strukturen, z. B. in Gestalt einer Reform oder Revolution, persönlich z. B. als spirituelle Wiedergeburt. Verschiedentlich wird auch auf Veränderung durch Wiederholung abgezielt, im Sinne einer Rückbesinnung auf ehemalige Werte bzw. deren Wiederbelebung (Renaissance).